# Jean Lenglet
Willem Johan Marie Lenglet (Tilburg, 7 juni 1889 - Amsterdam, 27 oktober 1961), bekend als Jean Lenglet en publicerend onder het pseudoniem Édouard de Nève, was een Nederlandse journalist, schrijver en verzetsstrijder tijdens de Tweede Wereldoorlog.
Hij was de zoon van de textielfabrikant Jean Emanuel Alexandre Gustave Lenglet en Johanna Petronella Nooteboom. Hij trouwde vijfmaal, eenmaal zelfs voordat zijn vorige huwelijk was ontbonden. Zijn derde echtgenote was van 1919 tot 1933 de Engelse schrijfster Jean Rhys, pseudoniem van Ella Rees Williams (1890-1979), met wie hij een dochter en een jonggestorven zoon had. Uit zijn eerste huwelijk had hij al een zoon. Zijn vierde vrouw was de Nederlandse schrijfster Henriëtte van Eyk (1897-1980), van 1936 tot 1946. Zijn vijfde vrouw was de Poolse gravin J.E. Korwin Kossakowska, die hem na hun terugkeer in Amsterdam ruim zou overleven.

## Voor de Tweede Wereldoorlog
Lenglet was een uitgesproken bohemien, die het nooit lang op één plaats kon uithouden. Omstreeks 1910 vestigde hij zich in Parijs. Hier kreeg hij, geholpen door zijn talenkennis, een betrekking als journalist bij de Europese editie van de New York Herald Tribune. Bij het uitbreken van de Eerste Wereldoorlog in augustus 1914 meldde Lenglet zich voor de strijd tegen Duitsland bij het Vreemdelingenlegioen, maar werd spoedig afgekeurd. Naar eigen zeggen verrichtte hij vervolgens spionagewerk voor de Franse inlichtingendienst.
In 1917 dook Lenglet op in Londen. Hij maakte er kennis met Ella Rees Williams. In 1919 trouwden zij. Het paar vestigde zich in Parijs, waar begin 1920 zijn aanstelling volgde als secretaris van de Japanse delegatie van de Interallied Commission, die toezicht moest houden op de ontwapening in Oostenrijk en Hongarije. Om hun luxueuze levenswijze in Wenen en Boedapest te kunnen volhouden, begon Lenglet geld van de Commission te gebruiken voor valutaspeculatie. Toen hij er niet in slaagde dit geld tijdig terug te betalen, besloten zij in 1922 te vluchten.
Na enige maanden belandden zij weer in Parijs. Het was in deze tijd dat Ella begon te schrijven, onder het pseudoniem Jean Rhys. Lenglet was intussen werkzaam bij een Amerikaans reisbureau. Toen echter uitkwam dat hij geld van zijn werkgever voor privé-doeleinden had gebruikt, werd hij eind december 1924 gearresteerd en wegens verduistering veroordeeld tot een aantal maanden gevangenisstraf. Na zijn vrijlating werd hij in 1925 Frankrijk uitgezet.
Sinds 1928 woonde Lenglet meestentijds in Amsterdam. Vanaf 1932 verschenen onder het pseudoniem Édouard de Nève zijn eerste - sterk op eigen ervaring gebaseerde - romans, die door de kritiek gunstig werden ontvangen. Zijn debuut bracht hem in contact met de schrijfster Henriëtte van Eyk. Zij trouwden begin 1936. In deze jaren werkte hij tevens als freelancejournalist, onder meer voor De Groene Amsterdammer. In 1935 werd Lenglet correspondent van het sociaaldemocratische dagblad Het Volk in Londen. Een conflict met de redacteur buitenland deed hem enkele maanden later zijn baan verruilen voor die van correspondent van de Britse krant Daily Herald in Amsterdam. Tot het uitbreken van de Tweede Wereldoorlog zou hij deze functie uitoefenen. Tussendoor schreef hij nog een aantal romans zoals Muziek voorop (1935) en Schuwe vogels (1937) waarin onder meer zijn verblijf in een Amsterdams pension is verwerkt.
Hoewel politiek niet links, was Lenglet afkerig van iedere vorm van dictatuur. Van 1935 tot 1937 was hij redacteur van het mede door hem opgerichte tijdschrift Kroniek van Hedendaagsche Kunst en Kultuur, dat stelling nam tegen het fascisme en het nationaalsocialisme. In de Spaanse Burgeroorlog ging zijn sympathie uit naar de     republikeinen, blijkens twee brochures die hij schreef in 1937, na als correspondent het verscheurde land te hebben bezocht.

## Tijdens de bezetting
Direct na de Duitse inval in Nederland in mei 1940 ging Lenglet in het verzet. Zijn ondergrondse werkzaamheden omvatten onder meer spionage, pilotenhulp, illegale pers en sabotage. Zijn adres op de Koninginneweg 151 was bekend bij de Engelse Secret Intelligence Service (het enige contact dat zij hadden) en werd doorgegeven aan RAF-piloten. Via hem werden 13 piloten buiten bezet gebied gebracht.
Een belangrijke rol was voor hem weggelegd bij de voortzetting van Vrij Nederland. Toen namelijk in het voorjaar van 1941 bijna alle medewerkers van dit ondergrondse blad door de bezetter waren gearresteerd, toonde hij zich onmiddellijk bereid de redactionele leiding op zich te nemen; hij werd geassisteerd door Jacques Gans. Nadat Lenglet eind september van dat jaar door verraad was gearresteerd wegens zijn pilotenhulp, nam H.M. van Randwijk zijn taak over.
Na opsluiting in Scheveningen en Amsterdam kwam Lenglet in juni 1942 terecht op een afdeling voor criminele psychopaten in een krankzinnigengesticht bij Dortmund. Om hem van de doodstraf te redden, hadden vrienden namelijk, buiten zijn medeweten, gezorgd voor een verklaring van ontoerekeningsvatbaarheid. Uiteindelijk verkoos hij echter de dood boven opsluiting in dit gruwelijke oord en bekende hij al zijn verzetsdaden. Inderdaad werd Lenglet op 4 september 1944 ter dood veroordeeld, maar bij vergissing overgebracht naar het concentratiekamp Sachsenhausen, waar hij tot het einde van de oorlog gevangen zou zitten.
Bij terugkeer in Amsterdam, in mei 1945, was Lenglet een ontgoocheld man, die moeite had zich aan de nieuwe situatie in Nederland aan te passen. Hij schreef een boek over zijn belevenissen in Duitse gevangenschap en een brochure waarin hij fel uitviel tegen de regering in ballingschap, omdat zij nagenoeg niets had gedaan om voedselpakketten naar Nederlandse gevangenen in Duitsland te zenden. In 1959 verscheen een interview met Bibeb in Vrij Nederland.